# Illice flagrans
Illice flagrans är en fjärilsart som beskrevs av George Francis Hampson 1903. Illice flagrans ingår i släktet Illice och familjen björnspinnare. Inga underarter finns listade i Catalogue of Life.